# Comunicação paralela
Em telecomunicações e ciência da computação, comunicação paralela é o processo de enviar dados em que todos os bits de um símbolo são enviados juntos. É diferente da comunicação serial, em que cada bit é enviada individualmente. A diferença entre os dois é a quantidade de fios distintos na camada física usados para a transmissão simultânea dos dados a partir de um dispositivo. A comunicação paralela implica mais de um fio, além da conexão de alimentação.

## Exemplos
- GPIB
- ISA
- ATA
- SCSI
- PCI
- Front side bus
- IEEE-488